# Debra Lawrance
'Debra Lawrance es una actriz australiana, conocida por interpretar a Pippa Fletcher en la serie Home and Away.

## Biografía
Debra es la segunda más joven de seis hijos. En 1974 se unió a la prestigiosa escuela de teatro National Institute of Dramatic Art NIDA de donde se graduó en 1977 con un grado en actuación, en ocasiones actúa como una de las profesoras en la escuela. Desde 1996 tanto Debra como Dennis han sido embajadores de los premios Barnardos Australia’s Mother of the Year.
Debra conoció a su esposo el actor Dennis Coard en 1990 cuando este fue elegido para interpretar a Michael Ross en la serie Home and Away.  La pareja se casó en 1992 y tienen dos hijos: Grace (1993) y William (1999).

## Carrera
De 1983 a 1984 interpretó a la diseñadora de moda Lisa Cook en la serie australiana Sons and Daugthers. Lisa era la exnovia de Terry Hansen interpretado por el actor (Andrew Clarke), quien termina enamorada de John Palmer (Peter Phelps).
De 1985 a 1986 interpretó a la prisionera Daphne Graham en la serie Prisoner. Anteriormente Debra había aparecido en la serie primero como una enfermera en 1980 y luego interpretó a Sally Dean en tres episodios en 1981.
En 1990 se unió al elenco de la aclamada y exitosa serie australiana Home and Away donde interpretó a Pippa Fletcher hasta 1998, después de que su personaje decidiera mudarse con su novio Ian. Posteriormente Pippa regresó a la serie como personaje recurrente entre el 2000 y el 2003, esta vez regresó para la boda de su hija adoptiva Sally Fletcher. Debra regresó de nuevo entre los años 2005, 2006, 2008 y su última aparición fue en el 2009 después de que su personaje decidiera irse de nuevo de la bahía para viajar alrededor de Australia. Anteriormente de 1988 a 1990 el personaje de Pippa fue interpretado por la actriz Vanessa Downing, quien a su vez había reemplazado a Carole Willesee en el papel de Pippa.
En el 2000 se unió como personaje recurrente durante la novena temporada de la serie Blue Heelers donde interpretó a la reverenda local Grace Curtis, la esposa del Sargento Tom Croydon (John Wood), hasta el 2004 después de que su personaje muriera en la undécima temporada al ser violada y asesinada por Troy Baxter (Ben Mingay). Anteriormente en 1999 apareció por primera vez en la serie donde interpretó a Deborah Williams durante el episodio "Lies and Whispers".
En el 2012 apareció como invitada en un episodio de la serie de crimen y misterios Miss Fisher's Murder Mysteries donde interpretó a la señora Mobbs. Ese mismo año se anunció que Debra se uniría al elenco de la serie Please Like Me, la cual sería estrenada en el 2013.
En mayo del 2018 se anunció que se uniría al elenco de la serie Neighbours donde dio vida a Liz Conway, la hermana de Susan Kennedy (Jackie Woodburne) y madre de Elly Conway (Jodi Gordon), hasta el 1 de agosto del mismo año. Previamente Liz fue itnerpretada por la actriz Christine Keogh del 5 de diciembre de 2001 al 7 de mayo del 2002.

## Filmografía

### Series de televisión
| Año         | Título                         | Personaje         | Notas                                      |
| ----------- | ------------------------------ | ----------------- | ------------------------------------------ |
| 2018        | Neighbours                     | Liz Conway        | 6 episodios                                |
| 2013 - 2016 | Please Like Me                 | Madre             | 29 episodios                               |
| 2016        | Wentworth                      | Faith Proctor     | episodio "Love and Hate"                   |
| 2016        | The Doctor Blake Mysteries     | Marjorie Gilmore  | episodio "Lucky Numbers"                   |
| 2015        | A Place to Call Home           | Doris Collins     | episodio "The Love Undeniable"             |
| 2015        | House Husbands                 | Judge Kummerow    | 2 episodios                                |
| 2013        | It's a Date                    | Bron              | episodio "When Should You Abandon A Date?" |
| 2012        | Miss Fisher's Murder Mysteries | Mrs. Mobbs        | episodio "Ruddy Gore"                      |
| 1990 - 2009 | Home and Away                  | Pippa Fletcher    | 934 episodios                              |
| 2008        | Satisfaction                   | Margaret          | episodio "Family"                          |
| 2000 - 2004 | Blue Heelers                   | Grace Curtis      | 26 episodios                               |
| 2000        | The Games                      | Patrocinadora     | episodio "Sponsor and Media Discontent"    |
| 1985 - 1986 | Prisoner                       | Daphne Graham     | 58 episodios                               |
| 1986        | The Fast Lane                  | -                 | episodio "The Sound of One Hand Counting"  |
| 1983 - 1984 | Sons and Daughters             | Lisa Cook         | 26 episodios                               |
| 1982        | A Country Practice             | Kerry Burgess     | 2 episodios                                |
| 1981        | Bellamy                        | Lisa              | episodio "Hot Shot"                        |
| 1981        | Holiday Island                 | Michelle Costello | episodio "The Amazing Costellos"           |
| 1980        | The Last Outlaw                | Maggie Kelly      | miniserie                                  |
| 1979        | Skyways                        | Sheila Turner     | episodio "A Couple of Losers"              |
| 1979        | Ride on Stranger               | Jenny             | tv serie                                   |
| 1978        | Glenview High                  | Jane              | episodio "Susan"                           |
| 1976        | The Sullivans                  | Prue Waterman     | tv serie                                   |

### Películas
| Año  | Título                | Personaje          | Notas |
| ---- | --------------------- | ------------------ | --- |
| 2024 | Ricky Stanicky        | Mrs. Levine        | |
| 2012 | Jack Irish: Bad Debts | Secretaria de Jack | junto a Guy Pearce, Marta Dusseldorp, Roy Billing, Shane Jacobson, Colin Friels, Steve Bisley y Emma Booth |
| 1988 | Evil Angels           | Sally Lowe         | junto a Meryl Streep y Sam Neill                                                                           |
| 1988 | Two Brothers Running  | Anónimo            | junto a Asher Keddie, Martin Lewis y Deborra-Lee Furness                                                   |
| 1986 | What's the Difference | Angela Burke       | junto a Richard Healy                                                                                      |
| 1984 | Silver City           | Helena             | junto a Steve Bisley, Gosia Dobrowolska, Ivar Kants, Silvio Ofria y Anna Maria Monticelli                  |
| 1982 | Next of Kin           | Carol              | junto a John Jarratt, Jacki Kerin y Alex Scott                                                             |
| 1982 | Fluteman              | Sally Cooper       | junto a John Jarratt y Michael Caton, Patrick Dickson y John Ewart                                         |
| 1981 | I Can Jump Puddles    | Enfermera Conrad   | junto a Lewis Fitz-Gerald, Tony Barry, Lesley Baker y Christine Amor                                       |

### Apariciones
| Año  | Título                | Notas                     |
| ---- | --------------------- | ------------------------- |
| 2008 | Actingclassof1977.com | apareció en el documental |

### Teatro
| Año  | Obra                   | Personaje         | Director (a)   | Teatro                      | Notas                                                                   |
| ---- | ---------------------- | ----------------- | -------------- | --------------------------- | ----------------------------------------------------------------------- |
| 2013 | A Murder Is Announced  | Letitia Blacklock | Darren Yap     | Sydney Theatre              | junto a James Beck, Judi Farr, Victoria Haralabidou y Deidre Rubenstein |
| 2010 | Driving Miss Daisy     | Miss Daisy        | -              | Gardens Theatre             | junto a Tamblyn Lord y Brian Davison                                    |
| 2009 | Steel Magnolias        | -                 | Darren R. Yap  | Her Majesty's Theatre       | junto a Ana Maria Belo, Marian Frizelle y Jacki Weaver                  |
| 2004 | The Memory of Water    | -                 | Julian Meyrick | -                           | junto a Nicholas Bell, Paul English, Sibylla Budd y Nicki Wendt         |
| 1998 | Sylvia                 | -                 | Roger Hodgman  | Sir Robert Helpmann Theatre | junto a Peter Curtin, Dennis Coard y Genevieve Morris                   |
| -    | No Sugar               | -                 | -              | -                           | -                                                                       |
| -    | The Brothers Karamazov | -                 | -              | -                           | -                                                                       |

## Premios y nominaciones
| Año  | Categoría                    | Premio      | Serie          | Resultado |
| ---- | ---------------------------- | ----------- | -------------- | --------- |
| 2015 | Best Performance in a Comedy | AACTA Award | Please Like Me | Ganadora  |